# Берк (Тексас)
Берк (енгл. Burke) град је у америчкој савезној држави Тексас. По попису становништва из 2010. у њему је живело 737 становника.

## Демографија
Према попису становништва из 2010. у граду је живело 737 становника, што је 422 (134,0%) становника више него 2000. године.
| Група             | 2000.       | 2010.       |
| Белци             | 235 (74,6%) | 558 (75,7%) |
| Афроамериканци    | 4 (1,3%)    | 22 (3,0%)   |
| Азијати           | 0 (0,0%)    | 1 (0,1%)    |
| Хиспаноамериканци | 70 (22,2%)  | 149 (20,2%) |
| Укупно            | 315         | 737         |